# Карим, Аман Улла
Аман Улла Карим (англ. Aman Ullah Karim, 1931, Тапах, Федерированные Малайские Государства — 9 октября 2016, Петалинг-Джая, Малайзия) — малайзийский хоккеист (хоккей на траве), нападающий.

## Биография
Аман Улла Карим родился в 1931 году в малайзийском городе Тапах.
Учился в правительственной английской школе в Тапахе, затем в высшей школе Андерсон в Ипохе.
С ранних лет играл в хоккей на траве. Выступал за Джохор, в составе которого стал чемпионом Малайи в 1955 году.
В 1956 году вошёл в состав сборной Малайи по хоккею на траве на Олимпийских играх в Мельбурне, занявшей 9-е место. Играл на позиции нападающего, провёл 3 матча, забил (по имеющимся данным) 4 мяча (два в ворота сборной Австралии, по одному — Великобритании и Кении).
Умер 9 октября 2016 года в малайзийском городе Петалинг-Джая.